# FC ENM
FC ENM（FCENM）是一間韓國經紀娛樂公司，2021年在韓國成立，主要從事藝人經紀、音樂製作、出版發行、演出活動、平台商務等相關業務。目前旗下藝人有禹成賢、團體ILY:1。

## 歷史

### 2021年
1月5日，公司在韓國正式成立。
6月8日，公司與金奎鐘簽訂專屬合約。
8月6日，旗下練習生岸田莉里花、早瀬華參加韓國選秀節目《Girls Planet 999》。
10月16日，宣布於選秀節目《Girls Planet 999》遭到淘汰的張競成為旗下練習生，20日，宣布李胤知成為旗下練習生。

### 2022年至今
2022年1月5日，宣布成立旗下第一個女子團體ILY:1，並預計於同年三月在韓國出道。
2022年4月4日，旗下女團ILY:1於韓國正式出道。

## 服務
- FC LIVE：線上平台，為藝人舉辦線上演唱會、見面會等活動。[7]
- FC FANCLUB：為藝人創立粉絲俱樂部平台。

## 旗下藝人
個人歌手
- 禹成賢

團體
- 粗體字為隊長

| 出道日期     | 組合名稱 | 性別 | 成員                                | 粉絲名稱 | 應援顏色 |
| ------------ | -------- | ---- | ----------------------------------- | -------- | -------- |
| 2022年4月4日 | ILY:1    | 女   | HANA、ARA、RONA、RIRIKA、NAYU、ELVA | Only:1   | 未公布   |

## 已離開藝人
個人歌手
- 金奎鐘（2021 － 2022）